# Diachasma fulgidum
Diachasma fulgidum är en stekelart som först beskrevs av Alexander Henry Haliday 1837.  Diachasma fulgidum ingår i släktet Diachasma och familjen bracksteklar. Inga underarter finns listade i Catalogue of Life.